# Новокалиновская городская община
Новокалиновская городская общи́на (укр. Новокалинівська міська громада) — территориальная община в Самборском районе Львовской области Украины.
Административный центр — город Новый Калинов.
Население составляет 14 326 человек. Площадь — 260,1 км².

## Населённые пункты
В состав общины входит 1 город (Новый Калинов), 1 посёлок (Дубляны) и 23 села:
- Великая Белина
- Великая Хвороща
- Малая Белина
- Гордыня
- Калинов
- Кружики
- Корналовичи
- Великая Озимина
- Малая Озимина
- Лука
- Майнич
- Залужаны
- Малая Хвороща
- Бабина
- Пыняны
- Береги
- Местковичи
- Ковиничи
- Зарайское
- Климовщина
- Корничи
- Бирчицы
- Новые Бирчицы